# Ся (государство)
Ся (кит. упр. 夏国, пиньинь Xiàguó) — одно из 16 варварских государств, на которые распался в IV веке Северный Китай. Существовало в 407—431 годах.
Ся было хуннским государством, так как основал её один из вождей хуннов, Ши-цзу (Хэлянь Бобо), выходец из племени хэлянь. Он был сыном хуннского вождя Лю Вэйченя, убитого табгачами. Хэлянь Бобо в молодости жил при дворе Яо Сина, правителя Поздней Цинь, но, собрав 20 000 хуннов, переселился на западный берег Хуанхэ и создал царство Ся (возможно, как напоминание о династии Ся: потомками последнего вана Ся считались хуннские шаньюи). Хэлянь Бобо считал, что городской образ жизни губителен для хунну, но всё же избрал столицей город Тунван.
Хэлянь Бобо присоединил к себе 10,000 сяньбийцев, кочевавших у Ордоса. Поход на Южную Лян кончился успешно, несмотря на то, что 20 000 хуннов сражались с 70 000 сяньби. Попытка Яо Сина покончить с Ся не имела успеха. К 411 году Хэлянь Бобо добился значительных успехов в войне с Цинь.
Около 417 года Хэлянь Бобо завоевал Гуаньчжун и Чанъань, откуда перед тем ушли войска южнокитайской империи Восточная Цзинь.
Царство Ся просуществовало всего 24 года. В 431 году войска Ся смогли захватить земли государства Западная Цинь, но в том же году Ся само было уничтожено муюнским государством Тогон. Остатки владений Ся перешли к империи Северная Вэй.

## Императоры Ся
| Храмовое имя      | Посмертное имя                   | Личное имя                       | Годы правления | Девиз правления (年號 niánhào) и годы                                                                                                |
| ----------------- | -------------------------------- | -------------------------------- | -------------- | --- |
| Ши-цзу 世祖 Shìzǔ | У Ле-ди 武烈帝 Wǔlièdì           | Хэлянь Бобо 赫連勃勃 Hèlián Bóbó | 407—425        | - Луншэн (龍升 Lóngshēng) 407—413 - Фэнсян (鳳翔 Fèngxiáng) 413—418 - Чанъу (昌武 Chāngwǔ) 418—419 - Чэньсин (真興 Chēnxīng) 419—425 |
| отсутствует       | Цинь-ван 秦王 Qínwáng            | Хэлянь Чан 赫連昌 Hèlián Chāng   | 425—428        | - Чэнгуан (承光 Chéngguāng) 425—428                                                                                                  |
| отсутствует       | Пин Юань-ван 平原王 Píngyuánwáng | Хэлянь Дин 赫連定 Hèlián Dìng    | 428—431        | - Шэнгуан (勝光 Shèngguāng) 428—431                                                                                                  |